# 特氏圓口鯔
特氏圓口鯔為輻鰭魚綱鯔形目鯔科圓口鯔屬的其中一種，分布於非洲馬達加斯加、模里西斯、留尼旺的淡水及半鹹水水域，體長可達75公分，棲息在河口區、溪流，可做為食用魚。

## 擴展閱讀
維基物種上的相關：特氏圓口鯔